# Японські свічки

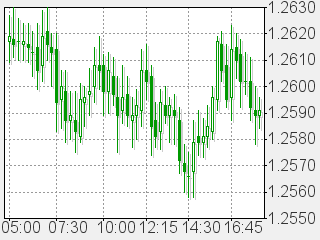
Зображення змін співвідношення пари євро-долар за допомогою японських свічок

Япо́нські свічки — вид інтервального графіка і технічний індикатор, що застосовується переважно для показу змін біржових котирувань акцій, цін на сировину тощо.
Графік виду «японські свічки» також називають суміщенням інтервального та лінійного графіка в тому розумінні, що кожний його елемент зображає діапазон зміни ціни протягом певного часу. Він найчастіше використовується при технічному аналізі ринку.

## Історія
Вважають, що графік такого виду вигадав японський торговець рисом Мунехіса Хомма у XVII столітті для наочного зображення цінового максимуму та мінімуму протягом певного періоду, а також ціни на початку та в кінці даного періоду (ціна відкриття та ціна закриття відповідно). «Японські свічки» дуже популярні завдяки простоті подання інформації та легкості читання. Починаючи з XVII століття було багато спроб створити різні схеми та графіки, які допомогли б передбачити подальшу поведінку ринку. Даний метод виявився найцікавішим, оскільки він в одному елементі подає відразу чотири показники замість одного. Японські торговці рисом швидко виявили, що на основі графіків, побудованих з використанням «свічок» Хомми, можна з достатнім ступенем ймовірності передбачати майбутній попит та поведінку ціни.
У своїй книзі Japanese Candlestick Charting Techniques Стів Нісон описує історію виникнення та поширення цього методу та відзначає, що Чарлз Доу почав його використовувати близько 1900 року.
У книзі «Життя та смерть найбільшого біржового спекулянта» Річард Сміттен каже, що схожий метод визначення точки цінового максимуму використав Джессі Лівермор. Його записні книжки дозволили встановити, яким чином він помітив початок біржового краху 1929 року, після якого настала «Велика депресія». Сам Джессі не публікував свої замітки, оскільки багато людей втратили всі свої кошти у 1929 році.
Зараз «японські свічки» — один з найпоширеніших методів подання ринкових даних серед трейдерів.

## Форма «японських свічок»
«Свічка» складається з чорного або білого тіла та верхньої/нижньої тіні (іноді кажуть ґніт). Верхня та нижня межі тіні показують максимум та мінімум ціни за відповідний період. Межі тіла показують ціну відкриття та закриття.
Якщо в цілому ціни виросли, то тіло біле (не зафарбоване, кольору тла або просто світле, часто зелене), нижня межа тіла показує ціну відкриття, верхня — ціну закриття. Якщо ціни знизились, то тіло чорне (зафарбоване, кольору,протилежного до кольору тла або просто темне, часто червоне), верхня межа тіла показує ціну відкриття, нижня — ціну закриття.
При збігу цін відкриття/закриття з максимумом/мінімумом, відповідної тіні може не бути або навіть обох тіней зразу. При збігу цін відкриття та закриття тіла може не бути.
Свічка не містить прямої інформації про рух цін у межах відповідного проміжку часу. Немає вказівок на те, максимуму чи мінімуму було досягнуто першим, скільки разів відбувалися зростання або зниження цін. Наприклад, за наявності обох тіней неможливо сказати, спочатку ціна зростала чи знижувалась. Щоб це з'ясувати, слід вивчити графіки за менший проміжок часу.
В деяких країнах (наприклад, Китай) традиційно використовують зелений колір свічки для зростання цін та червоний — для зниження.